# Nobuo Kyō
Nobuo Kyō (姜 暢雄, Kyō Nobuo) est un acteur japonais né le 23 mars 1979 à Himeji. 

## Films
- Byakuyako (2011)
- NANA 2 (2006)
- Ninpū Sentai Hurricanger : Shushu et THE MOVIE (2002)
- Aoi Haru / Blue Spring (2001)
- Eri ni Kubittake (2000)
- Kamen Rider Amazons, THE MOVIE : le jugement dernier (2018)[1]

## Séries télévisées
- Tobo Bengoshi (Fuji TV, 2010)
- Keibuho Yabe Kenzo (TV Asahi, 2010)
- Liar Game 2 (Fuji TV, 2009)
- Ikemen Shin Sobaya Tantei (NTV, 2009, ep1-2)
- Koishite Akuma (Fuji TV, 2009)
- Ikemen Sobaya Tantei (NTV, 2009, ep1-4)
- Reset (NTV, 2009, ep2)
- Mei-chan no Shitsuji (Fuji TV, 2009)
- Celeb to Binbo Taro (Fuji TV, 2008, ep7)
- Kamen Rider Kiva (TV Asahi, 2008, ep1)
- Hanazakari no Kimitachi e SP (Fuji TV, 2008)
- Honto ni Atta Kowai Hanashi Mayonaka no Byoto (Fuji TV, 2007)
- Hanazakari no Kimitachi e (Fuji TV, 2007)
- Top Caster (Fuji TV, 2006, ep07)
- Trick Shinsaku Special (TV Asahi, 2005)
- Otona no Natsu Yasumi (NTV, 2005)
- Wakaba (NHK, 2004)
- Trick 3 (TV Asahi, 2003)
- Futari (NTV, 2003)
- OL Zenidou (TV Asahi, 2003)
- Koi wa Tatakai (TV Asahi, 2003)

## Web-séries
- RIDER TIME : Kamen Rider Shinobi (TTFC, 2019)